# Veuve royale
Vidua regia
Espèce
Statut de conservation UICN

 LC  : Préoccupation mineure
La Veuve royale (Vidua regia) est une espèce d'oiseaux de la famille des Viduidae.

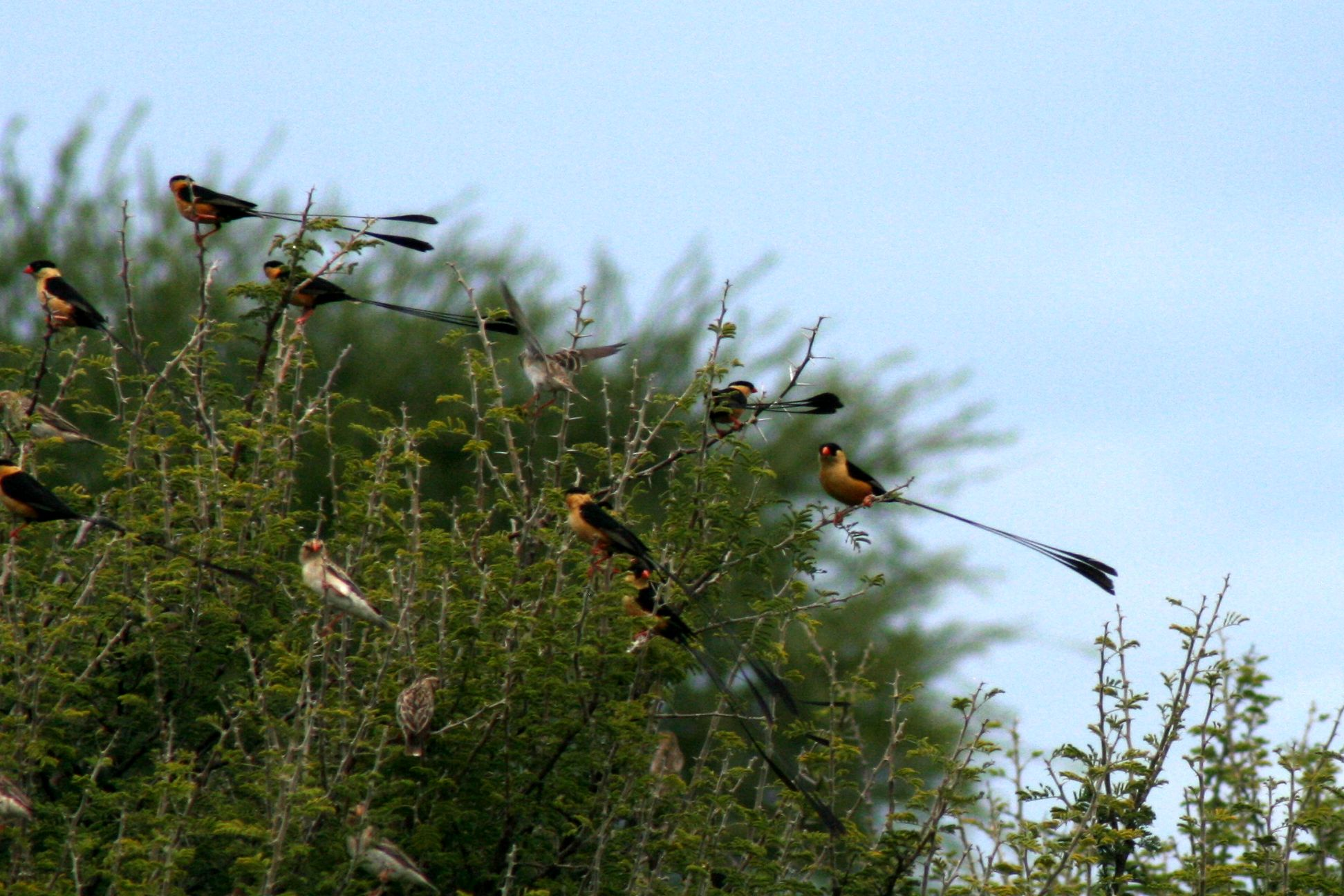
Nombreux spécimens sur un arbuste

## Description
En plumage nuptial, le mâle présente un plumage jaune doré et noir.

## Répartition
La Veuve royale vit en Afrique australe (principalement en Afrique du Sud, Angola, Botswana, Mozambique, Zambie, Zimbabwe).